# Hintsch György (filmrendező)
Hintsch György (Budapest, 1925. január 28. – Budapest, 2005. december 4.) magyar filmrendező. Fia, ifjabb Hintsch György politikus (egykori gyerekszínész), lánya Hintsch Krisztina.

## Életpályája
Hintsch József és Bakos Vilma gyermekeként született.
A Marx Károly Közgazdaságtudományi Egyetemre járt, de az ELTE Bölcsészettudományi Karon szerzett diplomát.
1943-1945 között a filmszakmában gyakornok volt. 1945-1948 között az Nemzeti Parasztpárt Sarló filmosztályának munkatársa volt. 1948-tól asszisztens volt. 1956-ban a forradalom után elbocsátották, így a Nemzeti Színház munkatársa lett, később azonban visszatért a filmgyártáshoz. 1964-től rendezett önállóan (Rab Ráby, 1964). 1965-1987 között Németh László nagyregényeit filmesítette meg (Iszony, Irgalom, Szörnyeteg, Égető Eszter).

## Filmjei
- 1989: Égető Eszter (tévéfilm)
- 1980: Naplemente délben
- 1975: Mézeshetek
- 1974: Szörnyeteg
- 1973: Hét tonna dollár
- 1973: Irgalom
- 1968: A veréb is madár
- 1967: A kártyavár
- 1965: Iszony
- 1964: Rab Ráby